# Чекан (инструмент)
Чекан или Матуар (фр. mattoir) — инструмент для чеканки, имеющий форму восьмигранного или круглого стержня с различной формы рабочей частью (боем). Последняя может быть закруглена, иметь форму зубила, конуса и другую. Используется в работах по металлу: ювелирном деле и художественной ковке.

### Разновидности
- Расходник — создание контуров.
- Канфарник — создание точек.
- Пурошник — поднятие рельефа с обратной стороны.
- Бобошник — создание сферических форм.
- Лощатник — выколотка фона.
- Сечка — вырубка фона.
- Сапожок — прочеканка труднодоступных мест.
- Фигурный или узорный чекан (пуансон) — многократное повторение декоративной формы: треугольник, звезда, глаз и т. д.